# Хокей на зимових Олімпійських іграх 2006 — жіночий турнір
Хокейний жіночий турнір на зимових Олімпійських іграх 2006 відбувався з 11 по 20 лютого 2006 року в місті Турин (Італія).

## Кваліфікація
Збірні Канади, США, Фінляндії та Швеції кваліфікувались автоматично згідно з рейтингом ІІХФ в 2004 році. Італія кваліфікувалась як господар. Ще три команди кваліфікувалися з кваліфікаційних турнірів.
| Підстава                      | Дата                           | Місце       | Вакансія | Кваліфікація                |
| ----------------------------- | ------------------------------ | ----------- | -------- | --------------------------- |
| Господар                      |                                |             | 1        | Італія                      |
| 2004 Світовий рейтинг ІІХФ[a] | 5 березня 2001 – 6 квітня 2004 | Галіфакс[b] | 4        | Канада США Фінляндія Швеція |
| Кваліфікаційний відбір        | 11–13 листопада 2004           | Подольськ   | 1        | Росія                       |
| Кваліфікаційний відбір        | 11–14 листопада 2004           | Бад-Тельц   | 1        | Німеччина                   |
| Кваліфікаційний відбір        | 11–14 листопада 2004           | Пекін       | 1        | Швейцарія                   |
| Разом                         |                                |             | 8        |                             |

Примітки
1. a Світовий рейтинг ІІХФ 2004 який включає: ЧС 2000, ЧС 2001, ЗОІ 2002 і ЧС 2004.
2. b Галіфакс господар останнього чемпіонату світу 2004; чотири найкращих збірних отримали право на участь в Олімпійському турнірі.

## Попередній раунд

### Група А
| Поз | Команда    | І | В | Н | П | ГЗ | ГП | РГ  | О | Кваліфікація       |
| --- | ---------- | - | - | - | - | -- | -- | --- | - | ------------------ |
| 1   | Канада     | 3 | 3 | 0 | 0 | 36 | 1  | +35 | 6 | Півфінали          |
| 2   | Швеція     | 3 | 2 | 0 | 1 | 15 | 9  | +6  | 4 | Півфінали          |
| 3   | Росія      | 3 | 1 | 0 | 2 | 6  | 16 | −10 | 2 | Матчі за 5-8 місця |
| 4   | Італія (H) | 3 | 0 | 0 | 3 | 1  | 32 | −31 | 0 | Матчі за 5-8 місця |

| Дата           | Місце              | Матч   | Матч | Матч   | Результат | Періоди | Періоди | Періоди |
| -------------- | ------------------ | ------ | ---- | ------ | --------- | ------- | ------- | ------- |
| 11 лютого 2006 | Пала Альпитур      | Швеція | -    | Росія  | 3:1       | 0:0     | 2:1     | 1:0     |
| 11 лютого 2006 | Пала Альпитур      | Канада | -    | Італія | 16:0      | 5:0     | 4:0     | 7:0     |
| 12 лютого 2006 | Торіно Еспозіціоні | Росія  | -    | Канада | 0:12      | 0:7     | 0:2     | 0:3     |
| 13 лютого 2006 | Торіно Еспозіціоні | Швеція | -    | Італія | 11:0      | 3:0     | 5:0     | 3:0     |
| 14 лютого 2006 | Торіно Еспозіціоні | Італія | -    | Росія  | 1:5       | 1:1     | 0:1     | 0:3     |
| 14 лютого 2006 | Пала Альпитур      | Канада | -    | Швеція | 8:1       | 2:0     | 5:1     | 1:0     |

### Група В
| Поз | Команда    | І | В | Н | П | ГЗ | ГП | РГ  | О | Кваліфікація       |
| --- | ---------- | - | - | - | - | -- | -- | --- | - | ------------------ |
| 1   | Канада     | 3 | 3 | 0 | 0 | 36 | 1  | +35 | 6 | Півфінали          |
| 2   | Швеція     | 3 | 2 | 0 | 1 | 15 | 9  | +6  | 4 | Півфінали          |
| 3   | Росія      | 3 | 1 | 0 | 2 | 6  | 16 | −10 | 2 | Матчі за 5-8 місця |
| 4   | Італія (H) | 3 | 0 | 0 | 3 | 1  | 32 | −31 | 0 | Матчі за 5-8 місця |

| Дата           | Місце              | Матч      | Матч | Матч      | Результат | Періоди | Періоди | Періоди |
| -------------- | ------------------ | --------- | ---- | --------- | --------- | ------- | ------- | ------- |
| 11 лютого 2006 | Торіно Еспозіціоні | Фінляндія | -    | Німеччина | 3:0       | 2:0     | 0:0     | 1:0     |
| 11 лютого 2006 | Торіно Еспозіціоні | США       | -    | Швейцарія | 6:0       | 1:0     | 1:0     | 4:0     |
| 12 лютого 2006 | Пала Альпитур      | Німеччина | -    | США       | 0:5       | 0:2     | 0:2     | 0:1     |
| 13 лютого 2006 | Пала Альпитур      | Фінляндія | -    | Швейцарія | 4:0       | 1:0     | 0:0     | 3:0     |
| 14 лютого 2006 | Торіно Еспозіціоні | Швейцарія | -    | Німеччина | 1:2       | 0:0     | 1:2     | 0:0     |
| 14 лютого 2006 | Пала Альпитур      | США       | -    | Фінляндія | 7:3       | 1:2     | 1:1     | 5:0     |

## Матчі за 5-8 місця
|  | Півфінали | Півфінали | Півфінали |  |  | Матч за 5-е місце | Матч за 5-е місце | Матч за 5-е місце |
|  |           |           |           |  |  |                   |                   |                   |
|  | B3        | Німеччина | 5         |  |  |                   |                   |                   |
|  | A4        | Італія    | 2         |  |  |                   |                   |                   |
|  |           |           |           |  |  | B3                | Німеччина (бул)   | 1                 |
|  |           |           |           |  |  | A3                | Росія             | 0                 |
|  | A3        | Росія     | 6         |  |  |                   |                   |                   |
|  | B4        | Швейцарія | 2         |  |  | Матч за 7-е місце | Матч за 7-е місце | Матч за 7-е місце |
|  |           |           |           |  |  |                   |                   |                   |
|  |           |           |           |  |  | B4                | Швейцарія         | 11                |
|  |           |           |           |  |  | A4                | Італія            | 0                 |

## Плей-оф
|  | Півфінали | Півфінали    | Півфінали |  |  | Фінал             | Фінал             | Фінал             |
|  |           |              |           |  |  |                   |                   |                   |
|  | A1        | США          | 2         |  |  |                   |                   |                   |
|  | B2        | Швеція (бул) | 3         |  |  |                   |                   |                   |
|  |           |              |           |  |  | B2                | Швеція            | 1                 |
|  |           |              |           |  |  | B1                | Канада            | 4                 |
|  | B1        | Канада       | 6         |  |  |                   |                   |                   |
|  | A2        | Фінляндія    | 0         |  |  | Матч за 3-є місце | Матч за 3-є місце | Матч за 3-є місце |
|  |           |              |           |  |  |                   |                   |                   |
|  |           |              |           |  |  | A2                | Фінляндія         | 0                 |
|  |           |              |           |  |  | A1                | США               | 4                 |

## Підсумкове положення команд
| Місце | Збірна    |
| ----- | --------- |
| 1     | Канада    |
| 2     | Швеція    |
| 3     | США       |
| 4     | Фінляндія |
| 5     | Німеччина |
| 6     | Росія     |
| 7     | Швейцарія |
| 8     | Італія    |

## Нагороди
- MVP:  Гейлі Вікенгайзер
- Найкращі гравці:
  - Найкращий воротар:  Кім Мартін
  - Найкращий захисник:  Анджела Руджеро
  - Найкращий нападник:  Гейлі Вікенгайзер

Джерело: IIHF.com
- Медіа All-Stars
  - Воротар:  Кім Мартін
  - Захисники:  Анджела Руджеро,  Карла Маклеод
  - Нападники:  Марія Роот,  Гейлі Вікенгайзер,  Джилліан Еппс

Джерело: IIHF.com